# Ляуда (Вармінсько-Мазурське воєводство)
Ляуда (пол. Lauda, нім. Lawden) — село в Польщі, у гміні Лідзбарк-Вармінський Лідзбарського повіту Вармінсько-Мазурського воєводства.
Населення — 85 осіб (2011).
У 1975-1998 роках село належало до Ольштинського воєводства.

## Демографія
Демографічна структура станом на 31 березня 2011 року:
|          | Загалом | Допрацездатний вік | Працездатний вік | Постпрацездатний вік |
| -------- | ------- | ------------------ | ---------------- | -------------------- |
| Чоловіки | 43      | 8                  | 33               | 2                    |
| Жінки    | 42      | 7                  | 24               | 11                   |
| Разом    | 85      | 15                 | 57               | 13                   |